# Leichtathletik-Junioreneuropameisterschaften 1973
| 2. Leichtathletik-Junioreneuropameisterschaften | 2. Leichtathletik-Junioreneuropameisterschaften |
| ----------------------------------------------- | ----------------------------------------------- |
|                                                 |                                                 |
| Stadt                                           | Duisburg, Bundesrepublik Deutschland            |
| Stadion                                         | Wedaustadion                                    |
| Teilnehmende Länder                             |                                                 |
| Teilnehmende Athleten                           |                                                 |
| Wettbewerbe                                     | 36                                              |
| Eröffnung                                       | 24. August 1973                                 |
| Schlussfeier                                    | 26. August 1973                                 |
| Eröffnet durch                                  |                                                 |

Die 2. Leichtathletik-Junioreneuropameisterschaften fanden vom 24. bis 26. August 1973 im Wedaustadion in Duisburg (Bundesrepublik Deutschland) statt.

## Männer

### 100 m
| Platz | Athlet              | Land | Zeit (s) |
| ----- | ------------------- | ---- | -------- |
| 1     | Klaus-Dieter Kurrat | GDR  | 10,42    |
| 2     | Petar Petrow        | BGR  | 10,49    |
| 3     | Jerzy Wieczorek     | POL  | 10,59    |
| 4     | Andreas Kühne       | GDR  | 10,60    |
| 5     | Helmut Leibner      | FRG  | 10,60    |
| 6     | Serge Dalbon        | FRA  | 10,65    |
| 7     | Endre Lépold        | HUN  | 10,65    |
| 8     | Gareth Edwards      | GBR  | 10,74    |

Finale: 24. August
Wind: −2,5 m/s

### 200 m
| Platz | Athlet              | Land | Zeit (s) |
| ----- | ------------------- | ---- | -------- |
| 1     | Klaus-Dieter Kurrat | GDR  | 21,01    |
| 2     | Petar Petrow        | BGR  | 21,12    |
| 3     | Jerzy Wieczorek     | POL  | 21,20    |
| 4     | Klaus-Günther Lemke | FRG  | 21,33    |
| 5     | Grzegorz Mądry      | POL  | 21,47    |
| 6     | Franco Fähndrich    | SUI  | 21,49    |
| 7     | Endre Lépold        | HUN  | 21,68    |
| 8     | Gilles Douezi       | FRA  | 21,68    |

Finale: 26. August
Wind: +0,6 m/s

### 400 m
| Platz | Athlet            | Land | Zeit (s) |
| ----- | ----------------- | ---- | -------- |
| 1     | Alfons Brydenbach | BEL  | 45,86    |
| 2     | Jürgen Utikal     | GDR  | 46,73    |
| 3     | Dietmar Krug      | GDR  | 46,81    |
| 4     | Glen Cohen        | GBR  | 46,95    |
| 5     | Roger Jenkins     | GBR  | 47,70    |
| 6     | Janusz Wysocki    | POL  | 47,74    |
| 7     | Gennadi Iwanow    | SUN  | 47,81    |
| 8     | Stein Are Agledal | NOR  | 48,26    |

Finale: 25. August

### 800 m
| Platz | Athlet         | Land | Zeit (min) |
| ----- | -------------- | ---- | ---------- |
| 1     | Steve Ovett    | GBR  | 1:47,53    |
| 2     | Willi Wülbeck  | FRG  | 1:47,57    |
| 3     | Erwin Gohlke   | GDR  | 1:47,83    |
| 4     | Ivo Van Damme  | BEL  | 1:48,16    |
| 5     | János Hrenek   | HUN  | 1:48,89    |
| 6     | Feliks Wawrzon | POL  | 1:49,71    |
| 7     | Tony Dyke      | GBR  | 1:49,87    |
| 8     | José Marajo    | ESP  | 1:50,81    |

Finale: 26. August

### 1500 m
| Platz | Athlet                  | Land | Zeit (min) |
| ----- | ----------------------- | ---- | ---------- |
| 1     | Gheorghe Ghipu          | ROU  | 3:45,78    |
| 2     | Nicolae Onescu          | ROU  | 3:46,07    |
| 3     | Bernhard Vifian         | SUI  | 3:46,70    |
| 4     | Marc Nevens             | BEL  | 3:47,36    |
| 5     | Konstantin Ustinowitsch | SUN  | 3:49,50    |
| 6     | Ruben Sørensen          | NOR  | 3:50,44    |
| 7     | Walentin Duda           | SUN  | 3:50,57    |
| 8     | Karl Fleschen           | FRG  | 3:53,21    |

Finale: 26. August

### 3000 m
| Platz | Athlet               | Land | Zeit (min) |
| ----- | -------------------- | ---- | ---------- |
| 1     | Hans-Jürgen Orthmann | FRG  | 8:03,4     |
| 2     | Klaus-Peter Weippert | GDR  | 8:03,6     |
| 3     | Ülo Kriisa           | SUN  | 8:04,6     |
| 4     | Stig Roar Husby      | NOR  | 8:05,0     |
| 5     | Kevin Steere         | GBR  | 8:06,4     |
| 6     | Jean-Luc Lemire      | FRA  | 8:09,6     |
| 7     | Ulrich Betz          | FRG  | 8:10,2     |
| 8     | Mike Kearns          | GBR  | 8:13,6     |

Finale: 26. August

### 110 m Hürden
| Platz | Athlet                | Land | Zeit (s) |
| ----- | --------------------- | ---- | -------- |
| 1     | Wjatscheslaw Naidenko | SUN  | 14,42    |
| 2     | Volker Warbende       | FRG  | 14,43    |
| 3     | Gus McKenzie          | GBR  | 14,46    |
| 4     | Thomas Dittrich       | GDR  | 14,48    |
| 5     | Yannick Vésin         | FRA  | 14,49    |
| 6     | Emil Kalojanow        | BGR  | 14,63    |
| 7     | Gerardo Calleja       | ESP  | 14,66    |
| 8     | Hans-Walter Schmitt   | FRG  | 14,95    |

Finale: 25. August
Wind: −0,5 m/s

### 400 m Hürden
| Platz | Athlet            | Land | Zeit (s) |
| ----- | ----------------- | ---- | -------- |
| 1     | Jerzy Pietrzyk    | POL  | 50,07    |
| 2     | Fedor Ekelmann    | GDR  | 50,88    |
| 3     | Wladimir Nagainik | SUN  | 51,10    |
| 4     | Henri Lessire     | BEL  | 51,91    |
| 5     | Steve James       | GBR  | 52,51    |
| 6     | Marceliano Ruíz   | ESP  | 52,61    |
| 7     | Iosif Korodi      | ROU  | 53,81    |
|       | József Arendas    | HUN  | DSQ      |

Finale: 26. August

### 2000 m Hindernis
| Platz | Athlet                 | Land | Zeit (min) |
| ----- | ---------------------- | ---- | ---------- |
| 1     | Frank Baumgartl        | GDR  | 5:28,14    |
| 2     | Wladimir Kanew         | BGR  | 5:28,36    |
| 3     | Magnus Tellander       | SWE  | 5:32,66    |
| 4     | Alexander Beklemeschew | SUN  | 5:37,88    |
| 5     | Peter Lindtner         | AUT  | 5:37,93    |
| 6     | Gerhard Kramer         | FRG  | 5:38,30    |
| 7     | Oskar Huber            | FRG  | 5:40,87    |
| 8     | David Long             | GBR  | 5:41,27    |

Finale: 26. August

### 4 × 100 m Staffel
| Platz | Land                            | Athleten                                                                | Zeit (s) |
| ----- | ------------------------------- | ----------------------------------------------------------------------- | -------- |
| 1     | Deutsche Demokratische Republik | Hans-Jürgen Gerhardt Jürgen Hellmann Klaus-Dieter Kurrat Andreas Kühne  | 40,03    |
| 2     | Frankreich                      | Serge Dalbon Philippe Lemaitre Gilles Douezi Alain Gracieux             | 40,26    |
| 3     | BR Deutschland                  | Karlheinz Weisenseel Klaus-Günther Lemke Rüdiger Harksen Helmut Leibner | 40,66    |
| 4     | Polen                           | Janusz Formaniewicz Marian Kusiak Grzegorz Mądry Jerzy Wieczorek        | 40,75    |
| 5     | Bulgarien                       | Plamen Zwetkow Petar Petrow Kostadin Kostadinow Ewtim Ewtimow           | 40,79    |
| 6     | Ungarn                          | Pál Laklia György Laluska Tibor Petohazi Endre Lépold                   | 41,08    |
| 7     | Vereinigtes Königreich          | Gareth Edwards Tim Bonsor Ainsley Bennett Steve Green                   | 41,12    |
| 8     | Italien                         | Gianni Lolli Maurizio Sala Alfredo Genovese Walter Tavazzi              | 41,34    |

26. August

### 4 × 400 m Staffel
| Platz | Land                            | Athleten                                                                | Zeit (min) |
| ----- | ------------------------------- | ----------------------------------------------------------------------- | ---------- |
| 1     | Deutsche Demokratische Republik | Udo Gehrmann Erwin Gohlke Jürgen Utikal Dietmar Krug                    | 3:06,77    |
| 2     | Polen                           | Zdzislaw Sobieraj Janusz Wysocki Krzysztof Kolodziej Jerzy Pietrzyk     | 3:07,09    |
| 3     | Vereinigtes Königreich          | Christopher van Rees Bob Benn Roger Jenkins Glen Cohen                  | 3:07,29    |
| 4     | Sowjetunion                     | Ilja Waschlomidse Wassiliy Knjowetschk Wladimir Nagainik Gennadi Iwanow | 3:09,28    |
| 5     | BR Deutschland                  | Gerold Dubbermann Hans-Günther Budden Gerhard Lutz Lothar Krieg         | 3:10,26    |
| 6     | Frankreich                      | Gabriel Hocedez Gérard Mandeau Gilles Galtier Gérard Delaire            | 3:13,90    |
| 7     | Ungarn                          | József Arendas József Borsos Pál Laklia Tibor Nagy                      | 3:15,53    |
| 8     | Italien                         | Orfeo Ponzin Roberto Maroldi Adorno Corradini Alfonso Di Guida          | 3:17,24    |

Finale: 26. August

### 10.000 m Bahngehen
| Platz | Athlet              | Land | Zeit (min) |
| ----- | ------------------- | ---- | ---------- |
| 1     | Hartwig Gauder      | GDR  | 44:13,6    |
| 2     | Ewgeni Semerdschiew | BGR  | 44:41,6    |
| 3     | Angelo Di Chio      | ITA  | 45:31,4    |
| 4     | Milan Vála          | TCH  | 45:42,6    |
| 5     | Jaroslaw Kazmierski | POL  | 46:35,4    |
| 6     | Arne Nilsson        | SWE  | 47:08,2    |
| 7     | Vittorio Canini     | ITA  | 47:24,6    |
| 8     | Hans Göggelmann     | FRG  | 47:32,8    |

25. August

### Hochsprung
| Platz | Athlet                | Land | Höhe (m) |
| ----- | --------------------- | ---- | -------- |
| 1     | Franck Bonnet         | FRA  | 2,14     |
| 2     | Serhij Senjukow       | SUN  | 2,14     |
| 3     | Giordano Ferrari      | ITA  | 2,12     |
| 4     | Martin Perarnau       | ESP  | 2,10     |
| 4     | Jürgen Lichtenberg    | FRG  | 2,10     |
| 6     | Guy Moreau            | BEL  | 2,07     |
| 6     | Wlodzimierz Perka     | POL  | 2,07     |
| 8     | William Nachtegael    | BEL  | 2,04     |
| 8     | Daniel González       | ESP  | 2,04     |
| 8     | Hans-Jörg Wildförster | FRG  | 2,04     |
| 8     | Wiktor Kaschtschejew  | SUN  | 2,04     |

26. August

### Stabhochsprung
| Platz | Athlet            | Land | Höhe (m) |
| ----- | ----------------- | ---- | -------- |
| 1     | Sergei Kriwosub   | SUN  | 5,00     |
| 2     | Bruno Sestier     | SUN  | 4,80     |
| 3     | Gianpaolo Gaspari | ITA  | 4,65     |
| 3     | Roger Torstensson | SWE  | 4,65     |
| 5     | Wesselin Zonew    | BGR  | 4,50     |
| 5     | Spass Kossew      | BGR  | 4,50     |
| 5     | Wolfgang Lieber   | FRG  | 4,50     |
| 5     | Dimitrios Kyteas  | GRC  | 4,50     |

26. August

### Weitsprung
| Platz | Athlet                | Land | Weite (m) |
| ----- | --------------------- | ---- | --------- |
| 1     | Frank Wartenberg      | GDR  | 7,85      |
| 2     | Joachim Verschl       | FRG  | 7,59      |
| 3     | Jean-Hervé Stièvenart | FRA  | 7,54      |
| 4     | Maurizio Siega        | ITA  | 7,51 w    |
| 5     | Juri Swesdin          | SUN  | 7,51      |
| 6     | Leszek Seweryn        | POL  | 7,46      |
| 7     | Philipp Deroche       | FRA  | 7,39      |
| 8     | Jaroslav Krivka       | TCH  | 7,36      |

26. August

### Dreisprung
| Platz | Athlet                | Land | Weite (m) |
| ----- | --------------------- | ---- | --------- |
| 1     | Lothar Gora           | GDR  | 16,29     |
| 2     | Ramón Cid             | ESP  | 16,06     |
| 3     | Jean-Hervé Stièvenart | FRA  | 15,82     |
| 4     | Marek Radtke          | POL  | 15,73     |
| 5     | Wolfgang Kolmsee      | FRG  | 15,61     |
| 6     | Janoš Hegediš         | YUG  | 15,47     |
| 7     | Roy Sedoc             | NED  | 15,39     |
| 8     | Wladimir Brigadni     | SUN  | 15,16     |

Finale: 25. August

### Kugelstoßen
| Platz | Athlet                | Land | Weite (m) |
| ----- | --------------------- | ---- | --------- |
| 1     | Udo Beyer             | GDR  | 19,65     |
| 2     | Wolfgang Schmidt      | GDR  | 18,45     |
| 3     | Mieczyslaw Breczewski | POL  | 17,42     |
| 4     | Wladimir Chmelidse    | SUN  | 17,11     |
| 5     | Kenth Gardenkrans     | SWE  | 16,69     |
| 6     | Joachim Tremmel       | FRG  | 16,50     |
| 7     | Dominique Geleyn      | FRA  | 16,48     |
| 8     | Dalibor Vašícek       | TCH  | 16,00     |

25. August

### Diskuswurf
| Platz | Athlet                | Land | Weite (m) |
| ----- | --------------------- | ---- | --------- |
| 1     | Wolfgang Schmidt      | GDR  | 58,16     |
| 2     | Kenth Gardenkrans     | SWE  | 56,84     |
| 3     | Nikolai Wichor        | SUN  | 56,84     |
| 4     | Andrzej Bejrowski     | POL  | 53,22     |
| 5     | Dalibor Vašícek       | TCH  | 53,12     |
| 6     | Gennadi Tischtschenko | SUN  | 53,12     |
| 7     | Massimo Botti         | ITA  | 52,46     |
| 8     | Hubert Berger         | FRG  | 50,36     |

24. August

### Hammerwurf
| Platz | Athlet            | Land | Weite (m) |
| ----- | ----------------- | ---- | --------- |
| 1     | Jurij Sjedych     | SUN  | 67,32     |
| 2     | Pawel Rjepin      | SUN  | 63,58     |
| 3     | Manfred Sens      | GDR  | 62,06     |
| 4     | Klaus Ploghaus    | FRG  | 59,72     |
| 5     | Gérard Steunou    | FRA  | 58,86     |
| 6     | Eric Berry        | GBR  | 57,22     |
| 7     | Jirí Chamrád      | TCH  | 57,08     |
| 8     | Vasilios Manganas | GRC  | 55,64     |

26. August

### Speerwurf
| Platz | Athlet           | Land | Weite (m) |
| ----- | ---------------- | ---- | --------- |
| 1     | Gerd Elze        | GDR  | 75,86     |
| 2     | Gheorghe Megelea | ROU  | 74,68     |
| 3     | Bent Larsen      | DEN  | 73,46     |
| 4     | Charles Clover   | GBR  | 72,10     |
| 5     | Herbert Böck     | FRG  | 70,34     |
| 6     | Yeoryios Mylonas | GRC  | 69,16     |
| 7     | Kosta Denichev   | BGR  | 68,50     |
| 8     | Wassil Angelow   | BGR  | 65,82     |

26. August

### Zehnkampf
| Platz | Athlet            | Land | Punkte |
| ----- | ----------------- | ---- | ------ |
| 1     | Wladimir Burjakow | SUN  | 7554   |
| 2     | Dieter Leyckes    | FRG  | 7371   |
| 3     | Claus Marek       | FRG  | 7370   |
| 4     | Siegfried Stark   | GDR  | 7200   |
| 5     | Erling Hansen     | DEN  | 7175   |
| 6     | Marek Cisowski    | POL  | 7050   |
| 7     | Rumen Petrow      | BGR  | 6954   |
| 8     | Giovanni Modena   | ITA  | 6852   |

26. August

## Frauen

### 100 m
| Platz | Athletin           | Land | Zeit (s) |
| ----- | ------------------ | ---- | -------- |
| 1     | Sonia Lannaman     | GBR  | 11,73    |
| 2     | Nadine Goletto     | FRA  | 11,77    |
| 3     | Jutta Fernys       | GDR  | 11,80    |
| 4     | Heidrun Nagorka    | GDR  | 11,86    |
| 5     | Liliana Panajotowa | BGR  | 11,79    |
| 6     | Barbara Martin     | GBR  | 11,91    |
| 7     | Zsusza Karoly      | HUN  | 12,12    |
| 8     | Michèle Chardonnet | FRA  | 12,18    |

Finale: 24. August
Wind: +0,3 m/s

### 200 m
| Platz | Athletin           | Land | Zeit (s) |
| ----- | ------------------ | ---- | -------- |
| 1     | Bärbel Eckert      | GDR  | 22,85    |
| 2     | Ildikó Szabó       | HUN  | 23,62    |
| 3     | Elfriede Meierholz | FRG  | 23,66    |
| 4     | Liliana Panajotowa | BGR  | 23,73    |
| 5     | Jutta Fernys       | GDR  | 24,01    |
| 6     | Vera Veljanovska   | YUG  | 24,24    |
| 7     | Donna Murray       | GBR  | 24,28    |
| 8     | Wendy Hill         | GBR  | 24,44    |

Finale: 26. August
Wind: +0,6 m/s

### 400 m
| Platz | Athletin          | Land | Zeit (s) |
| ----- | ----------------- | ---- | -------- |
| 1     | Bettine Wolfrum   | GDR  | 53,28    |
| 2     | Ann Larsson       | SWE  | 53,34    |
| 3     | Rosine Wallez     | BEL  | 53,68    |
| 4     | Bernarda Zalewska | POL  | 54,19    |
| 5     | Elke Barth        | FRG  | 54,24    |
| 6     | Waltraud Kämpf    | GDR  | 54,54    |
| 7     | Susan Pettett     | GBR  | 54,85    |
| 8     | Galina Denissowa  | SUN  | 54,96    |

Finale: 25. August

### 800 m
| Platz | Athletin             | Land | Zeit (min) |
| ----- | -------------------- | ---- | ---------- |
| 1     | Anita Barkusky       | GDR  | 2:03,30    |
| 2     | Lesley Kiernan       | GBR  | 2:03,66    |
| 3     | Nadeschda Saboschko  | SUN  | 2:03,83    |
| 4     | Marina Schiller      | GDR  | 2:04,18    |
| 5     | Rossiza Pechliwanowa | BGR  | 2:04,47    |
| 6     | Jolanta Januchta     | POL  | 2:04,58    |
| 7     | Ute Fischer          | FRG  | 2:04,90    |
| 8     | Gabriella Dorio      | ITA  | 2:05,09    |

Finale: 26. August

### 1500 m
| Platz | Athletin         | Land | Zeit (min) |
| ----- | ---------------- | ---- | ---------- |
| 1     | Inger Knutsson   | SWE  | 4:07,47    |
| 2     | Doris Gluth      | GDR  | 4:16,96    |
| 3     | Veronika Hansen  | GDR  | 4:17,32    |
| 4     | Carmen Valero    | ESP  | 4:18,25    |
| 5     | Mary Stewart     | GBR  | 4:18,52    |
| 6     | Ljiljana Šušnjar | YUG  | 4:19,50    |
| 7     | Loa Olafsson     | DEN  | 4:19,90    |
| 8     | Marleen Mols     | BEL  | 4:23,09    |

26. August

### 100 m Hürden
| Platz | Athletin          | Land | Zeit (s) |
| ----- | ----------------- | ---- | -------- |
| 1     | Bärbel Eckert     | GDR  | 13,14    |
| 2     | Chantal Réga      | FRA  | 13,38    |
| 3     | Gudrun Berend     | GDR  | 13,43    |
| 4     | Iwona Dega        | POL  | 13,50    |
| 5     | Silvia Käwel      | FRG  | 13,68    |
| 6     | Bożena Nowakowska | POL  | 13,78    |
| 7     | Nina Morgulina    | SUN  | 13,85    |
| 8     | Irina Kornajewa   | SUN  | 13,93    |

Finale: 25. August
Wind: +2,6 m/s

### 4 × 100 m Staffel
| Platz | Land                            | Athletinnen                                                           | Zeit (s) |
| ----- | ------------------------------- | --------------------------------------------------------------------- | -------- |
| 1     | Deutsche Demokratische Republik | Heidrun Nagorka Bärbel Eckert Gudrun Berend Jutta Fernys              | 44,37    |
| 2     | BR Deutschland                  | Brigitte Rubner Elfriede Meierholz Dagmar Schenten Elvira Springsguth | 45,27    |
| 3     | Vereinigtes Königreich          | Barbara Martin Wendy Hill Donna Murray Sonia Lannaman                 | 45,38    |
| 4     | Frankreich                      | Michèle Chardonnet Marie-Pierre Philippe Nadine Goletto Jacky Curtet  | 45,57    |
| 5     | Ungarn                          | Ildiko Lukics Ildikó Szabó Ágnes Rcaz Zsusza Karoly                   | 45,79    |
| 6     | Dänemark                        | Helle Madsen Lisbeth Nielsen Laila Søndergaard Jette Frøsig           | 46,76    |
| 7     | Belgien                         | Liliane Meganck Carine De Bode Lisette Isebaert Rosine Wallez         | 47,00    |

26. August

### 4 × 400 m Staffel
| Platz | Land                            | Athletinnen                                                                 | Zeit (min) |
| ----- | ------------------------------- | --------------------------------------------------------------------------- | ---------- |
| 1     | Deutsche Demokratische Republik | Heiderose Arbeiter Waltraud Kämpf Anita Barkusky Bettine Wolfrum            | 3:34,35    |
| 2     | Vereinigtes Königreich          | Janet Ravenscroft Evelyn McMeekin Ruth Kennedy Susan Pettett                | 3:36,98    |
| 3     | Polen                           | Grazyna Siewierska Genowefa Nowaczyk Bernarda Zalewska Barbara Kwietniewska | 3:37,03    |
| 4     | BR Deutschland                  | Brigitte Brückner Erika Schneider Regina Teut Elke Barth                    | 3:39,19    |
| 5     | Frankreich                      | Lena Bergström Annika Andersson Birgitta Blomqvist Ann Larsson              | 3:40,01    |
| 6     | Rumänien                        | Elisabeta Bakalar Aurelia Filip Liliana Leau Niculina Lungu                 | 3:40,46    |

26. August

### Hochsprung
| Platz | Athletin          | Land | Höhe (m) |
| ----- | ----------------- | ---- | -------- |
| 1     | Ellen Mundinger   | FRG  | 1,82     |
| 2     | Ulrike Meyfarth   | FRG  | 1,80     |
| 2     | Annemieke Bouma   | NED  | 1,80     |
| 4     | Andrea Mátay      | HUN  | 1,78     |
| 5     | Marie Severýnová  | TCH  | 1,76     |
| 5     | Vera Bradácová    | TCH  | 1,76     |
| 7     | Carol Mathers     | GBR  | 1,73     |
| 7     | Ann-Eva Karlsson  | SWE  | 1,73     |
| 7     | Nadeschda Oskolok | SUN  | 1,73     |

Finale: 25. August

### Weitsprung
| Platz | Athletin             | Land | Weite (m) |
| ----- | -------------------- | ---- | --------- |
| 1     | Heidemarie Anders    | GDR  | 6,36      |
| 2     | Gunhild Hetzel       | FRG  | 6,28      |
| 3     | Doina Spînu          | ROU  | 6,28      |
| 4     | Cilly Lemkamp        | FRG  | 6,17      |
| 5     | Jacky Curtet         | FRA  | 6,14      |
| 6     | Nelli Georgiewa      | BGR  | 5,99 w    |
| 7     | Olga Rukawischnikowa | SUN  | 5,96      |
| 8     | Grazyna Jarzab       | POL  | 5,80      |

25. August

### Kugelstoßen
| Platz | Athletin                | Land | Weite (m) |
| ----- | ----------------------- | ---- | --------- |
| 1     | Ilona Schoknecht        | GDR  | 17,05     |
| 2     | Marina Hein             | GDR  | 16,97     |
| 3     | Ruska Dschendowa        | BGR  | 16,21     |
| 4     | Nunu Abaschydse         | SUN  | 15,27     |
| 5     | Galina Kuchtina         | SUN  | 15,16     |
| 6     | Cinzia Petrucci         | ITA  | 14,62     |
| 7     | Werschinija Wesselinowa | BGR  | 14,61     |
| 8     | Regina Heling           | FRG  | 13,44     |

24. August

### Diskuswurf
| Platz | Athletin         | Land | Weite (m) |
| ----- | ---------------- | ---- | --------- |
| 1     | Evelin Schlaak   | GDR  | 60,00     |
| 2     | Ilona Schoknecht | GDR  | 52,92     |
| 3     | Danuta Cymer     | POL  | 51,12     |
| 4     | Florența Ionescu | ROU  | 50,74     |
| 5     | Danuta Graizarek | POL  | 50,40     |
| 6     | Mariana Nan      | ROU  | 48,06     |
| 7     | Metka Papler     | YUG  | 45,94     |
| 8     | Sylvia Werth     | FRG  | 41,56     |

26. August

### Speerwurf
| Platz | Athletin            | Land | Weite (m) |
| ----- | ------------------- | ---- | --------- |
| 1     | Tonja Christowa     | BGR  | 54,84     |
| 2     | Anneliese Kopsch    | GDR  | 52,94     |
| 3     | Maria Jabłońska     | POL  | 50,44     |
| 4     | Ursula Pietschmann  | FRG  | 46,80     |
| 5     | Natalja Chussainowa | SUN  | 46,56     |
| 6     | Zsuzsa Józsa        | HUN  | 46,34     |
| 7     | Maret Ints          | SUN  | 45,70     |
| 8     | Sofija Šipovac      | YUG  | 44,38     |

25. August

### Fünfkampf
| Platz | Athletin              | Land | Punkte |
| ----- | --------------------- | ---- | ------ |
| 1     | Bärbel Müller         | GDR  | 4519   |
| 2     | Sue Mapstone          | GBR  | 4105   |
| 3     | Ulrike Göhring        | FRG  | 4067   |
| 4     | Herdit Meissemann     | GDR  | 4053   |
| 5     | Mirjam van Laar       | NED  | 4040   |
| 6     | Jekaterina Smirnowa   | SUN  | 3968   |
| 7     | Monique van den Heede | FRA  | 3963   |
| 8     | Karin Hänel           | FRG  | 3918   |

25. / 26. August

## Medaillenspiegel
| Medaillenspiegel (Endstand nach 36 Entscheidungen) | Medaillenspiegel (Endstand nach 36 Entscheidungen) | Medaillenspiegel (Endstand nach 36 Entscheidungen) | Medaillenspiegel (Endstand nach 36 Entscheidungen) | Medaillenspiegel (Endstand nach 36 Entscheidungen) | Medaillenspiegel (Endstand nach 36 Entscheidungen) |
| Platz                                              | Land                                               | Gold                                               | Silber                                             | Bronze                                             | Gesamt                                             |
| -------------------------------------------------- | -------------------------------------------------- | -------------------------------------------------- | -------------------------------------------------- | -------------------------------------------------- | -------------------------------------------------- |
| 1                                                  | Deutsche Demokratische Republik                    | 21                                                 | 9                                                  | 5                                                  | 35                                                 |
| 2                                                  | Sowjetunion                                        | 4                                                  | 3                                                  | 5                                                  | 12                                                 |
| 3                                                  | BR Deutschland                                     | 2                                                  | 7                                                  | 4                                                  | 13                                                 |
| 4                                                  | Vereinigtes Königreich                             | 2                                                  | 2                                                  | 3                                                  | 7                                                  |
| 5                                                  | Frankreich                                         | 1                                                  | 4                                                  | 2                                                  | 7                                                  |
| 6                                                  | Bulgarien                                          | 1                                                  | 4                                                  | 1                                                  | 6                                                  |
| 7                                                  | Schweden                                           | 1                                                  | 2                                                  | 2                                                  | 5                                                  |
| 8                                                  | Rumänien                                           | 1                                                  | 2                                                  | 1                                                  | 4                                                  |
| 9                                                  | Polen                                              | 1                                                  | 1                                                  | 6                                                  | 8                                                  |
| 10                                                 | Spanien                                            | 1                                                  | 1                                                  | 0                                                  | 2                                                  |
| 11                                                 | Belgien                                            | 1                                                  | 0                                                  | 1                                                  | 2                                                  |
| 12                                                 | Niederlande                                        | 0                                                  | 1                                                  | 0                                                  | 1                                                  |
| 12                                                 | Ungarn                                             | 0                                                  | 1                                                  | 0                                                  | 1                                                  |
| 14                                                 | Italien                                            | 0                                                  | 0                                                  | 3                                                  | 3                                                  |
| 15                                                 | Dänemark                                           | 0                                                  | 0                                                  | 1                                                  | 1                                                  |
| 15                                                 | Schweiz                                            | 0                                                  | 0                                                  | 1                                                  | 1                                                  |
| 16                                                 | Gesamt                                             | 36                                                 | 37                                                 | 35                                                 | 108                                                |